# Territori cromosomici

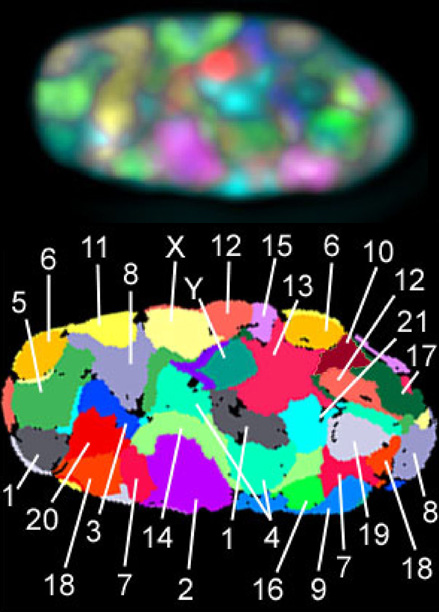
I 23 territori cromosomici umani, durante la prometafase, nei fibroblasti

Nella biologia cellulare, i territori cromosomici sono regioni del nucleo occupate in modo preferenziale da particolari cromosomi.
I cromosomi nell'interfase sono lunghi filamenti di DNA ampiamente ripiegati, e sono spesso descritti come simili a un piatto di spaghetti. L'idea dei territori cromosomici sostiene che nonostante questo apparente disordine, i cromosomi occupano aree generalmente definite del nucleo. Si crede che la maggior parte degli eucarioti possieda territori cromosomici, anche se il lievito S. cerevisiae in gemmazione rappresenta un'eccezione.

## Caratteristiche
I territori cromosomici sono sferoidi con diametri nell'ordine di uno o pochi micrometri.
È stato notato che i compartimenti del nucleo privi di DNA, detti compartimenti intercromatinici, possono estendersi nei territori cromosomici per facilitare la diffusione molecolare in regioni che altrimenti sarebbero occupate da cromosomi densamente impacchettati.

## Storia e prove sperimentali
L'idea dei territori cromosomici è stata proposta dall'anatomista Carl Rabl nel 1885, in base a studi condotti su salamandra maculata.
I territori cromosomici hanno ottenuto riconoscimento in seguito a studi che utilizzano tecniche di marcatura fluorescente (ibridazione fluorescente in situ).
Studi sulla prossimità genomica che usano tecniche come la cattura della conformazione cromosomica supportano l'idea dei territori cromosomici, mostrando che i contatti tra DNA e DNA (DNA-DNA contacts) avvengono prevalentemente all'interno di particolari cromosomi.